# Викентиевка
Викентиевка (укр. Вікентіївка) — село на Украине, находится в Липовецком районе Винницкой области.
Код КОАТУУ — 0522283802. Население по переписи 2001 года составляет 190 человек. Почтовый индекс — 22500. Телефонный код — 4358.
Занимает площадь 0,85 км².

## История
В 1946 году указом ПВС УССР село Винцентовка переименовано в Викентиевку.

## Адрес местного совета
22541, Винницкая область, Липовецкий р-н, с. Нападовка, ул. Калинина, 25